# 杨楼镇 (汝州市)
杨楼镇，是中华人民共和国河南省平顶山市汝州市下辖的一个乡镇级行政单位。

## 行政区划
杨楼镇下辖以下地区：
杨楼村、下水村、佛堂村、李庄村、西史庄村、西王楼村、石台村、马庄村、大程村、小程村、李圪垱村、陈沟村、高沟村、赵沟村、口子赵村、黎良村、刘圪垱村、程庄村、夏庄村、耿庄村、双庙村、叶庄村、渠庄村和南范庄村。